# Caleb Francis
Caleb Francis (8 febbraio 1968) è un allenatore di calcio ed ex calciatore norvegese, di ruolo centrocampista.

## Carriera

### Giocatore

#### Club

##### Gli esordi
D'origine mauriziana, Francis arrivò in Norvegia a metà degli anni settanta. Firmò per il Kongsvinger, provenendo dal Lillehammer, prima dell'inizio del campionato 1998, debuttando in squadra il 26 giugno, nella sfida contro il Vålerenga. Fu però oggetto di atteggiamenti razzisti, con i tifosi del club avversario che gli lanciarono delle banane, in riferimento alle scimmie. Come risultato, non offrì una buona prestazione e fu sostituito da Cato Holtet nel corso del primo tempo. Il calciatore giocò soltanto un altro match per la squadra. Il Kongsvinger lo persuase a continuare la sua carriera e Francis giocò per il Fremad, mentre svolgeva il servizio militare a Gardermoen.

##### Il ritorno al Kongsvinger e il resto della carriera
Francis tornò al Kongsvinger nel 1990 e l'anno seguente riuscì ad imporsi come titolare. Rimase un giocatore importante della formazione fino al 1995, quando il suo contratto non fu rinnovato. Passò così al Bryne. Nel 1998 diventò capocannoniere dell'edizione stagionale della 1. divisjon, ma questo non gli bastò per guadagnarsi il rinnovo. Tornò ancora al Kongsvinger. Nell'estate 2000 firmò un contratto come commentatore televisivo per il canale Eurosport, accordandosi contemporaneamente con l'Ullensaker/Kisa per proseguire la sua carriera da calciatore.
Nel 2002, fu assunto come commentatore da Canal+, assieme a Claus Eftevaag. Lasciò l'Ullensaker/Kisa dopo una sola stagione, accordandosi con il Larvik. Si procurò però un brutto infortunio nel mese di settembre e, nella notte di San Silvestro, la sua casa andò in fiamme (Francis non si trovava nell'abitazione, al momento dell'accaduto). Frustrato, annunciò il suo probabile ritiro dal calcio giocato, ma una settimana dopo l'incidente con la casa, fu assunto come commentatore da TV2. Vi rimase per diversi anni.

### Allenatore
Francis cominciò anche la carriera da allenatore. Iniziò diventando tecnico di una formazione giovanile del Larvik, lo Halsen. Nel 2007 fu scelto per guidare il Runar. Lasciò l'incarico alla fine dell'anno successivo.